# アルカイク・スマイル

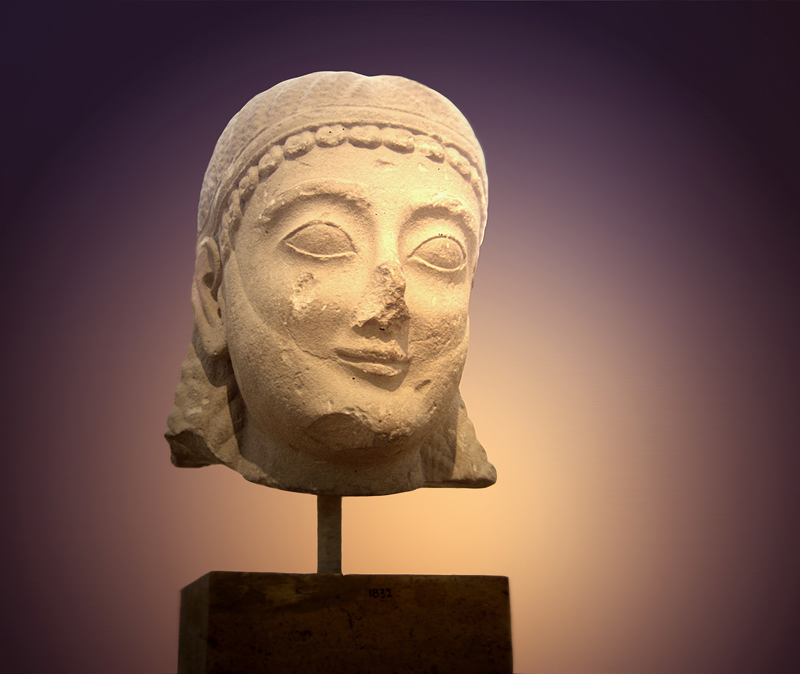
アテネ国立考古学博物館のクーロスの頭部。典型的なアルカイク・スマイルをしている。

アルカイク・スマイル（アルカイック・スマイル、英: Archaic smile）は、古代ギリシアのアルカイク美術の彫像に見られる表情。紀元前6世紀の第2四半期に例が多い。顔の感情表現を極力抑えながら、口元だけは微笑みの形を伴っているのが特徴で、これは生命感と幸福感を演出するためのものと見られている。写実主義の視点で見ると不自然な微笑であるが、前時代に比べれば自然主義に近づいている。アルカイク・スマイルの典型例として有名なクーロス像は、クロイソス・クーロスである。アイギナ島のアパイアー神殿で見つかった瀕死の戦士の像も、興味深い例である。
アルカイク（archaic）は古代ギリシア語のarche（古い）から派生した語で、意味は「古拙」に近い。古代ギリシア（およそ紀元前600年 - 紀元前480年）期を通じてアルカイク・スマイルが彫刻が見られるが、広く彫刻されたのは紀元前5世紀中頃から遡って2世紀ほどの間である。ギリシアだけではなく、エーゲ海周辺で広く見つかっている。

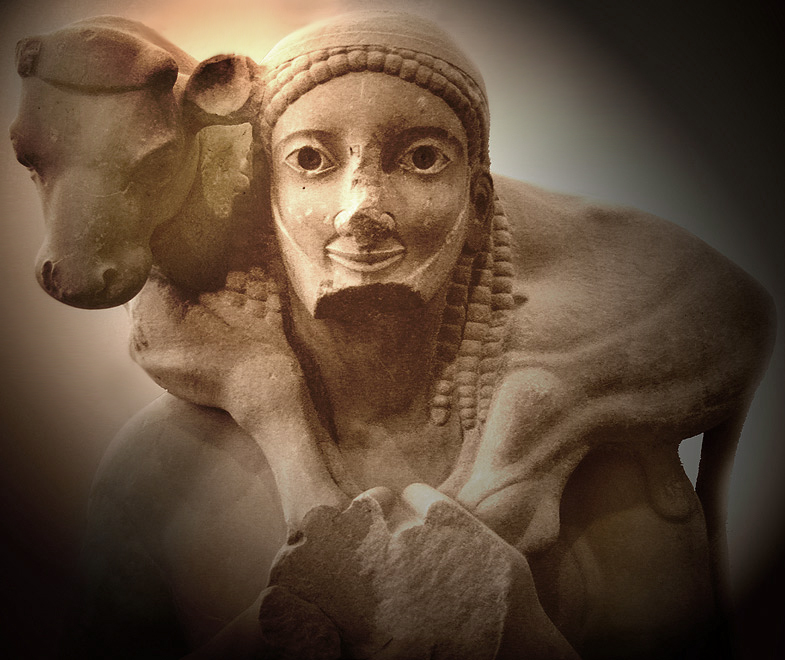
アテネのアクロポリスで見つかったモスコフォロス。紀元前570年頃

アルカイック時代はいかに静止像に動きを与えるかが造形課題であった。そのため、生命感の表現としてアルカイック・スマイルが流行したと考えられる。クラシック時代になり直立不動の立像から、体重がかかる支脚ともう一方の遊脚によってコントラポストと呼ばれる自然で生命感のある表現が可能となると、アルカイック・スマイルは自然と消えていった。
アルカイック・スマイルはまた、古代日本の飛鳥時代の仏像にも見られ、例えば弥勒菩薩半跏思惟像の表情はアルカイク・スマイルであるとされることが多い。